# Åskledare

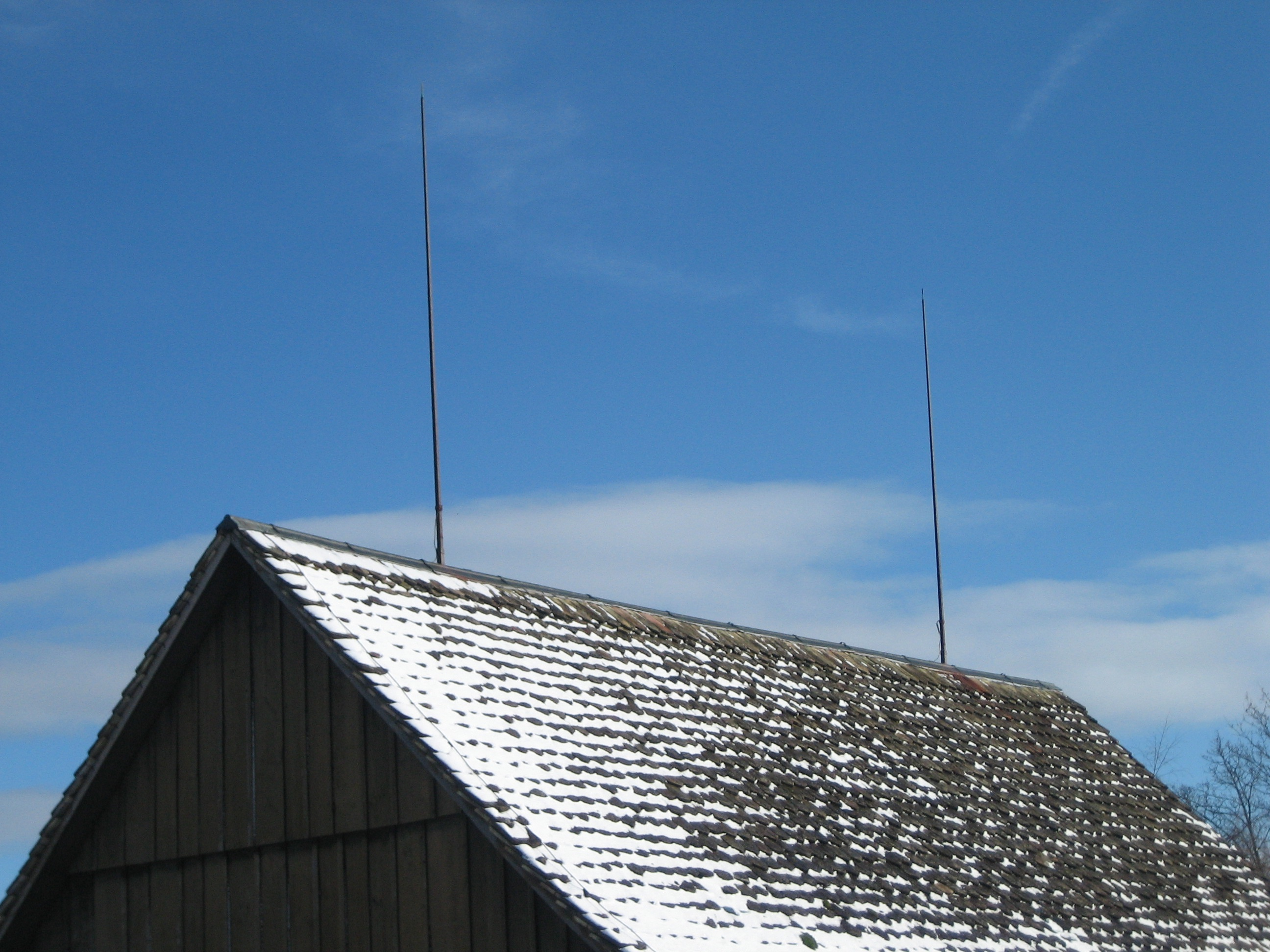
Två uppfångare på en lada

En åskledare är en anordning som skyddar byggnader från de skador en blixt ur ett åskväder kan orsaka. Åskledaren består bland annat av en "uppfångare", som är den del som sitter på taket, en "nedledare" som leder blixten nedåt och en "jordledare" som sprider laddningen i marken. Benjamin Franklin konstruerade 1752 den första åskledaren. Jordledaren är ofta gjord av koppar, då koppar leder ström mycket bra.
Carl Gustaf Tessin var svensk minister i Wien i två omgångar; 1725 och 1735-36. I dennes dagbok står att läsa ”i Sankt Steffens (Stefansdomen) torn i Wien går från öfversta spetsen utföre genom kyrkohvalfvet och ner i jorden en tjock ståltråd, ditsatt för flere hundrade år sedan i afsigt att ditleda blixtstrålen, som ock oftast sker, då han löper längs tråden.”

## Åskledare i Sverige
De första åskledarna i Sverige installerades på ett antal kyrkor på 1770-talet, bland annat Strängnäs domkyrka.